# Robert E. Howard

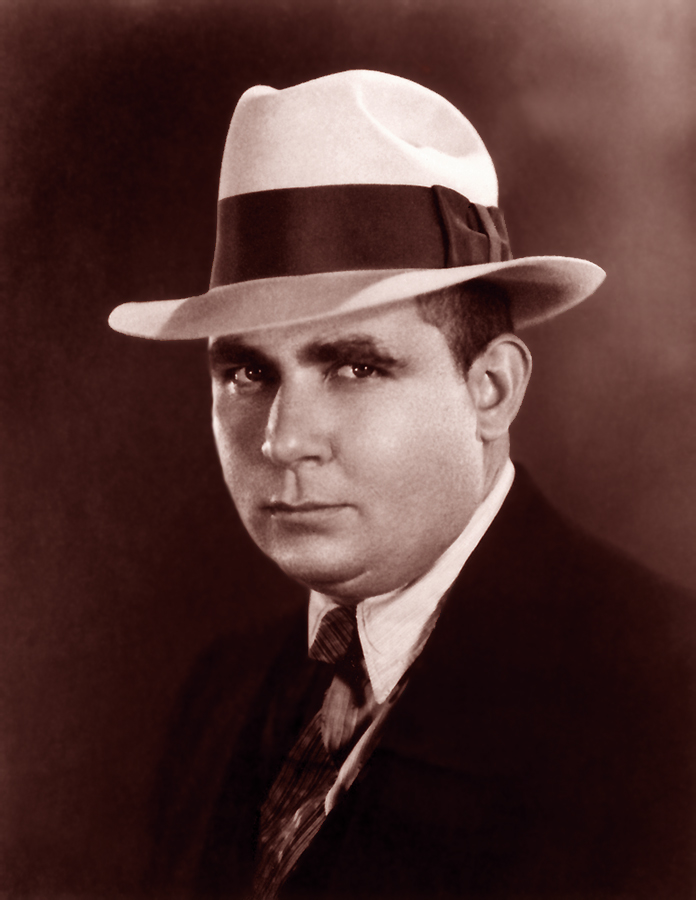
Howard (1934)

Robert Ervin Howard (* 22. Januar 1906 in Peaster, Texas; † 11. Juni 1936 in Cross Plains, Texas) war ein US-amerikanischer Autor von Fantasy-, Abenteuer- und Horrorgeschichten sowie mehrerer Westernromane. Er gilt als prominenter Vertreter der Low Fantasy. 1973 erhielt er postum den British Fantasy Award für Marches of Valhalla als Spezialpreis.

## Leben
Robert E. Howard war der Sohn des Arztes Isaac Mordecai Howard und dessen Ehefrau Hester Howard, geborene Ervin. Wie er 1931 in einem Brief an den Herausgeber des Pulp-Magazins Weird Tales schrieb (als Einleitung von Pigeons from Hell abgedruckt), waren seine Vorfahren überwiegend Iren, daneben Engländer, Schotten aus dem Hochland und Dänen. Howard wuchs in der kahlen und trockenen Landschaft von West-Texas auf und unternahm nur wenige Reisen. Als Heranwachsender arbeitete er auf den örtlichen Ölfeldern, wo er, diesem Brief nach, erlebte, dass „das Leben eine ziemlich üble Sache sein kann“. In seiner Kindheit soll er ein schüchterner und schmächtiger Junge gewesen sein, der es aber schaffte, mittels Bodybuilding seinen Körper und sein Selbstwertgefühl zu entwickeln.

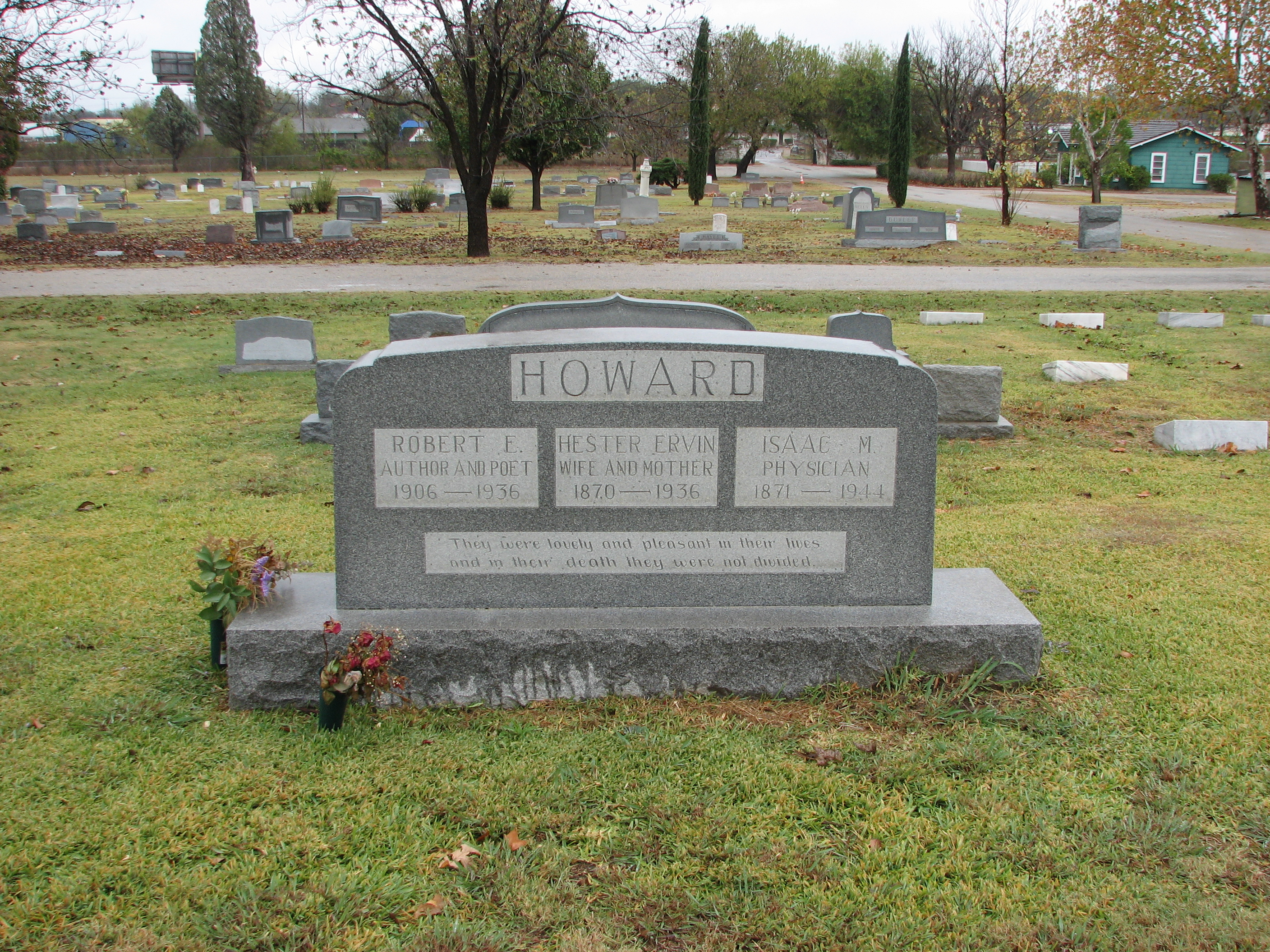
Familiengrab der Howards in Brownwood, Texas.

Howard arbeitete als Baumwollpflücker, Cowboy, Verkäufer, in einem Rechtsanwaltsbüro, als Landvermesser und als Journalist, bevor er sich durch den Verkauf seiner Geschichten an diverse Pulp-Magazine, vor allem Weird Tales, Thrilling Adventures, Argosy und Top-Notch, ernähren konnte. Seine erste Geschichte Spear and Fang verkaufte er im Alter von 18 Jahren an Weird Tales.
Howard beendete sein Leben im Alter von 30 Jahren durch Suizid. Als seine kranke Mutter ins Koma fiel und wenig Hoffnung auf Genesung bestand, stieg er in seinen Wagen und erschoss sich in der Einfahrt zu seinem Haus.

## Werk
Am bekanntesten sind die Zyklen um Conan den Cimmerier, Kull von Atlantis, den Pikten Bran Mak Morn, den irischen Piraten Turlogh O’Brien und den englischen Puritaner Solomon Kane.
Über den Charakter Conan, der vor allem auch durch die Verfilmungen in den Jahren 1982 und 1984, mit Arnold Schwarzenegger in der Hauptrolle, sowie 2011 wohl die bekannteste der von ihm geschaffenen Figuren ist, sagte er, sie sei die realistischste von allen, da sie eine intuitive Kombination diverser Männer darstelle, mit denen er im Leben zu tun gehabt habe: “prize fighters, gunmen, bootleggers, oil field bullies, gamblers and honest workmen I had come in contact with”. Viele seiner Fantasygeschichten spielen im fiktiven Hyborischen Zeitalter.
Die Abenteuergeschichten spielen bevorzugt im Orient, beziehungsweise in Zentralasien (Sowers of Thunder, The Road of Azrael, The lost Valley of Iskandar). Häufig tauchen hier, wie bei seinem Zeitgenossen Abraham Merritt, Lost-Race-Motive auf. Insgesamt bewies Howard gute historische Kenntnisse und ein Faible für die exotische Umgebung.
Die meisten Helden in Howards literarischem Nachlass sind latent depressiv (Solomon Kane, Turlogh O’Brien, Kull von Atlantis), was biographische Bezüge vermuten lässt. Lediglich Conan ist ein tendenziell naiver, von keinen Skrupeln oder tieferen Gefühlen berührter Schlagetot. Nach Howard hat er diese Figur nach Vorbildern entworfen, die er während der Arbeit auf den texanischen Ölfeldern kennenlernte. Im Gegensatz zu vielen Figuren Howards hat Conan auch Erfolg bei Frauen, auch wenn er erst sehr spät dazu kommt, eine (vielleicht) stabile Beziehung aufzubauen (zu Zenobia in The Hour of the Dragon).
Howard war ein Brieffreund H. P. Lovecrafts, der auch Einfluss auf Howards Geschichten ausübte. Umgekehrt geht das fiktive Buch Unaussprechliche Kulte, dessen Erfindung häufig Lovecraft zugeschrieben wird, auf Howard zurück.
Einzelwerke
- Almuric (Berkley Medaillon 1975), ursprünglich in mehreren Fortsetzungen in Weird Tales 1939.
Der Held Esau Cairn, durch seine gewalttätige Natur in der modernen Welt fehl am Platze, wird von einem Professor Hildebrand auf einen fernen Planeten versetzt, wo er die geflügelten Yagas bekämpft und das Mädchen Altha rettet.
- Black Vulmeas Vengeance (Zebra 1976) enthält zwei Geschichten um den irischen Piraten Terence Vulmea. Heldin von „The Island of Pirate’s Doom“ ist die Piratin Helen Tavrel.
- Swords of Shahrazar (Berkeley Medaillon 1978) enthält zwei Originalgeschichten über den irischen Abenteurer Kirby O’Donnell, die 1934 in „Thrilling Adventures“ und „Top-Notch“ erschienen sind, sowie drei Geschichten aus dem Nachlass.
- Marchers of Valhalla enthält publizierte Geschichten aus den Weird Tales (1928–1938) und Geschichten aus dem Nachlass, die in der Wikingerzeit, in Indien und im amerikanischen Südwesten spielen.
- Pigeons from Hell (Ace 1979):
Sammlung von Horrorgeschichten, die zwischen 1928 und 1938 in Weird Tales erschienen. Sie gehören teilweise dem Cthulhu-Zyklus an, wie „Children of the Night“, in der übrigens zeitgenössische Archäologen und Anthropologen wie Flinders Petrie und Franz Boas und damalige Spekulationen über prähistorische Rassen erwähnt werden. Hier, wie auch in der Geschichte „The Thing on the Roof“ taucht auch Von Junzt' „Unaussprechliche Kulte“ (Nameless cults) auf, Howards Beitrag zur Bibliographie des Cthulhu-Mythos. Durch den Schlag mit einer prähistorischen Keule wird der Held als Araya in die Vorgeschichte versetzt und erlebt in wechselnden Inkarnationen den Kampf gegen schlangenartige Untermenschen, die „Kinder der Nacht“. Malik Tous, die Verkörperung des Bösen in „Dig me no Grave“ ist dagegen der islamischen oder gnostischen Mythologie entnommen. In „The Voice of El-Lil“ haben die Nachkommen der Sumerer in Ostafrika überlebt und verehren den bösen Gott El-Lil (En-Lil?).
Andere Geschichten beschäftigen sich mit den Abenteuern des irischen Piraten Turlough O’Brien (Gods of Baal Sagoth). In der Geschichte „People of the Dark“ rettet der Amerikaner John O’Brien als Wiedergeburt Conans seine Geliebte Eleanor vor den zwergenhaften „Kindern der Nacht“, in „The Garden of Fear“ James Ellison als Wiedergeburt des Asen Hunwulf die blonde Gudrun vor monströsen Fledermausmenschen. The „Forest of Villefrere“ ist eine Werwolfgeschichte.
- The Gods of Baal-Sagoth (Ace 1979) enthält Horror-Kurzgeschichten, die in den 1930ern in Weird Tales erschienen und solche, die dem Nachlass Howards entstammen. „Nekht Semerkeht“, die im amerikanischen Südwesten während der Expedition Coronados spielt, wurde von Andrew Offut fertiggestellt. Die titelgebende Geschichte war bereits in „Pigeons from Hell“ abgedruckt. Die Vignette „The Curse of the Golden Skull“ erwähnt den Rotath von Lemurien, der durch Kull von Atlantis erschlagen wurde. In „The Isle of the Eons“ taucht dagegen der verschwundene Südkontinent Mu auf.
- Volk der Finsternis. Geschichten aus Lovecrafts Cthulhu-Mythos enthält Horror-Kurzgeschichten, die Howard zusammen mit einem Briefwechsel mit H. P. Lovecraft geschrieben hat.

## Rezeption
Blutrünstige Schlachtenszenen, Zivilisationskritik und rassistische Bewertungen haben dem Autor den Vorwurf des Faschismus eingebracht, hier ist aber auch das politische Klima in Europa und den USA der dreißiger Jahre in Betracht zu ziehen. Howard selbst distanziert sich sehr deutlich vom Faschismus: „die Wirtschaft wird radikal geändert werden müssen […] und die Wahlmöglichkeit liegt wohl zwischen Faschismus und Kommunismus – welche ich beide abgrundtief verachte“.
Eine Reihe von Autoren verfassten Fortsetzungen unvollendeter Geschichten oder Pastiches: Lin Carter, L. Sprague de Camp, Karl Edward Wagner, John Maddox Roberts, Andrew J. Offutt, J. Ramsey Campbell, Poul Anderson, Richard A. Lupoff, Björn Nyberg, Robert Jordan, Steve Perry, Leonard Carpenter und John C. Hocking.
Roland Emmerich nannte Howard als einen der Haupteinflüsse auf seinen Film 10.000 B.C.
Eine enge Freundin Howards, Novalyne Price Ellis, veröffentlichte 1986 ihre Erinnerungen an Howard in dem Buch One Who Walked Alone. Dieses ist Grundlage des Films The Whole Wide World (deutsch: Liebe auf dem Prüfstand, Alternativtitel: Alle Liebe dieser Welt) mit Renée Zellweger und Vincent D’Onofrio.

## Verfilmungen
- 1982: Conan the Barbarian (Conan der Barbar), von John Milius, mit Arnold Schwarzenegger (als Conan), James Earl Jones und Max von Sydow
- 1984: Conan the Destroyer (Conan der Zerstörer), von Richard Fleischer, mit Arnold Schwarzenegger (erneut als Conan), Grace Jones und Wilt Chamberlain
- 1997: Kull the Conqueror (Kull der Eroberer), von John Nicolella, mit Kevin Sorbo (als Kull), Tia Carrere und Karina Lombard
- 2009: Solomon Kane, von Michael J. Bassett, mit James Purefoy (als Solomon Kane), Max von Sydow und Ian Whyte
- 2011: Conan, von Marcus Nispel, mit Jason Momoa (als Conan), Ron Perlman und Stephen Lang

Der fälschlicherweise oft genannte Film Red Sonja hat nichts mit Howard zu tun. Die Figuren und die Geschichte schrieb stattdessen Marvel-Comicautor Roy Thomas. Der einzige Bezug zu Howard und Conan ist das Zeitalter, in dem der Film spielt.

## Bibliografie
Conan der Cimmerier
Kull von Atlantis
- Kull von Atlantis, Terra Fantasy, Band 28, 1976. Auch: King Kull, Pabel, 1967 (mit Lin Carter).
- Herr von Valusien, Terra Fantasy, Band 29, 1976. Auch: King Kull, Pabel, 1967.
- Kull – The Fabulous Warrior King, 1978.
- Kull von Atlantis, Bastei-Lübbe, 1989, ISBN 3-404-20119-1.
- Kull: Exile of Atlantis, 2006.

Bran Mak Morn
- Herrscher der Nacht / Die Sage von Bran Mak Morn, Terra Fantasy, Band 3, Pabel, 1975, ISBN 3-404-20066-7. Auch: Bran Mak Morn / Worms of the Earth, 1969.
- The Last King, 2001.

Solomon Kane
- Degen der Gerechtigkeit (Teil 1), Terra Fantasy, Band 11, 1975. Auch: The Moon of Skulls + The Hand of Solomon Kane, 1968.
- Rächer der Verdammten (Teil 2), Terra Fantasy, Band 17, 1975. Auch: The Moon of Skulls + The Hand of Solomon Kane, 1968.
- Skulls in the Stars, 1978.
- The Hills of the Dead, 1979.
- Die Krieger von Assur, Terra Fantasy, Band 93, 1982. Auch: The Children of Asshur and Other Stories, 1979 (mit Ramsey Campbell).
- Solomon Kane, 1995.
- The Savage Tales of Solomon Kane, 1998.

Cormac MacArt
- Krieger des Nordens, 1976, Terra Fantasy, Band 23, 1976. Auch: Tigers of the sea.
- Die Tiger der See, Heyne Fantasy, 1987. Auch: Tigers of the sea, 1969, ISBN 3-453-00423-X.

Western
- Schüsse am Bear Creek, Heyne, 1986. Auch: The Pride Of Bear Creek, 1966, ISBN 3-453-20597-9.
- Im Schatten der Geier, Heyne, 1982. Auch: The Vultures, 1973, ISBN 3-453-20500-6.

Horror
- Das Haus des Grauens, Vampir Horror Stories, Band 529, Pabel, 1977. Auch: Wolfshead & The Dark Man and others, 1977.

Diverses
- Almuric, Heyne Fantasy Classics, Heyne, 1973. Auch: Almuric, 1964, ISBN 3-453-30240-0.
- Horde aus dem Morgenland, Terra Fantasy, Band 37, Pabel, 1977. Auch: Sword Woman and other Stories, 1973.
- Die Bestie von Bal-Sagoth, Terra Fantasy, Band 42, Pabel, 1980.
- Geister der Nacht, Terra Fantasy, Band 50, Pabel, 1981.
- Der Dolch mit den drei Klingen, Terra Fantasy, Band 75, Pabel, 1980. Auch: Three Blades Doom, 1977.
- Im Land der Messer, Terra Fantasy, Band 77, Pabel, 1980. Auch: Son Of The White Wolf, 1978.
- Der Schatz der Tataren, Terra Fantasy, Band 80, Pabel, 1980. Auch: Swords of Shahrazar, 1978.
- Das Ungeheuer aus dem Sumpf, Terra Fantasy, Band 84, Pabel, 1981. Auch: Black Canaan, 1978.
- Unter schwarzer Flagge, Terra Fantasy, Band 86, Pabel, 1981. Auch: Black Vulmea's Vengeance, 1976.
- Die Krieger von Assur, Terra Fantasy, Band 93, Pabel, 1982. Auch: The Children Of Asshur And Other Stories, 1979.
- Almuric, Phantasia Paperback, 2010. Auch: Almuric, 1939/1964, ISBN 978-3-937897-42-4 (ungekürzte Neuübersetzung).
- Das Blut Belshsazars, Phantasia Paperback, 2012, ISBN 978-3-937897-52-3.